# Arnold Oskar Meyer

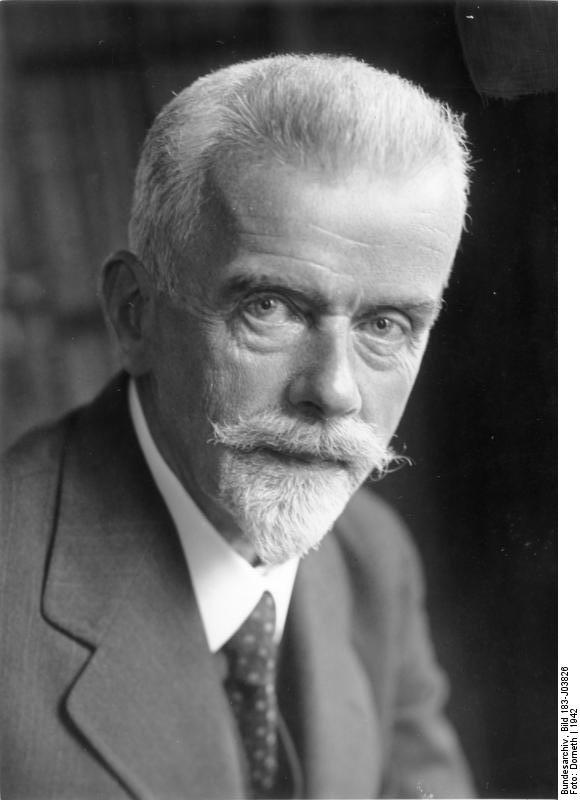
Arnold Oskar Meyer (1942)

Arnold Oskar Meyer (* 20. Oktober 1877 in Breslau; † 3. Juni 1944 in Berlin) war ein deutscher Historiker. Er arbeitete vor allem zur Geschichte der Reformation und Gegenreformation in England sowie zur Biografie Otto von Bismarcks. Beeinflusst von seinen akademischen Lehrern Dietrich Schäfer und Erich Marcks arbeitete Meyer in der Tradition des Historismus und suchte während des Nationalsozialismus Anschluss an nationalsozialistische historiographische Interpretationsmuster.

## Leben
Der Vater Oskar Emil Meyer war ordentlicher Professor für Physik an der Universität Breslau, seine Brüder Herbert Oskar (1875–1941) und Oskar Erich (1883–1939) Jurist bzw. Geologe. Arnold schloss seine Schulausbildung am Maria-Magdalenen-Gymnasium im Herbst 1895 mit dem Abitur ab.
Anschließend studierte er Geschichte, Philosophie, Germanistik und Anglistik an den Universitäten Tübingen, Leipzig, Berlin, Heidelberg und Breslau, unter anderem bei Dietrich Schäfer und Erich Marcks. In seiner Heimatstadt promovierte er 1900 zum Dr. phil. über Die englische Diplomatie in Deutschland zur Zeit Eduards VI. und Mariens. 1901 legte er das Staatsexamen für das Lehramt an höheren Schulen (Geschichte, Philosophische Propädeutik) und mittleren Schulen (Deutsch und Englisch) ab. Es folgten eine Bildungsreise nach England, und bis 1902 war Meyer im Breslauer Stadtarchiv tätig. Ab 1903 arbeitete er am Preußischen Historischen Institut in Rom und habilitierte sich 1908 über England und die katholische Kirche vom Regierungsantritt Elisabeths bis zur Gründung der Seminare an der Universität Breslau.
Als Privatdozent und Universitätsarchivar ging Meyer 1910 an die Universität Rostock, wo er 1913 zum außerordentlichen Professor für Geschichte ernannt wurde. Bei Ausbruch des Ersten Weltkrieges 1914 meldete sich Meyer freiwillig zum Kriegsdienst, aus dem er 1916 krankheitsbedingt ausschied. 1915 wurde er als ordentlicher Professor an die Christian-Albrechts-Universität zu Kiel berufen.
Von 1922 bis 1929 lehrte Meyer an der Georg-August-Universität Göttingen und anschließend bis 1936 an der Ludwig-Maximilians-Universität München. 1936 wurde er als Nachfolger Hermann Onckens als ordentlicher Professor für Mittlere und Neuere Geschichte an die Berliner Friedrich-Wilhelms-Universität berufen und 1944 dort emeritiert.
Meyer war Mitglied der Bayerischen Akademie der Wissenschaften und Honorary Corresponding Member of the Royal Historical Society. Er war seit 1923 ordentliches und seit 1929 auswärtiges Mitglied der Göttinger Akademie der Wissenschaften. Von 1919 bis 1930 war er Mitglied der Deutschnationalen Volkspartei. Ab 1929 war er Präsident der Deutschen Akademie. In der Zeit des Nationalsozialismus gehörte er dem Sachverständigenbeirat des NS-Reichsinstituts für Geschichte des Neuen Deutschlands an.
Meyer starb durch einen Reitunfall. Der 1911 geschlossenen Ehe entstammten drei Töchter und ein Sohn.

## Werk
Meyers Geschichtsbild war konservativ-preußisch-obrigkeitsstaatlich und zugleich völkisch-rassistisch, alldeutsch-nationalistisch und antisemitisch geprägt. Zu seinen Fachgebieten gehörte einerseits die Geschichte der Reformation und Gegenreformation in England. Sein 1911 erschienenes Buch England und die katholische Kirche unter Elisabeth wurde 1916 ins Englische übersetzt. In seinem Werk Deutsche und Engländer. Wesen und Werden in großer Geschichte von 1937 stilisierte Meyer England zur mit Deutschland konkurrierenden Weltmacht. Aus germanischer Wurzel stammend hätten sie früh ein gesamtstaatliches Nationalbewusstsein ausgebildet und Führergestalten hervorgebracht, die den Volkswillen ausfüllten. Dadurch seien die Engländer das Volk mit dem größten Lebensraum geworden, während das deutsche Volk ein „Volk ohne Raum“ geblieben sei.
Andererseits beschäftigte sich Meyer seit den 1920er Jahren mit dem Leben und Werk Otto von Bismarcks. 1944 erschien posthum eine umfangreiche Biographie aus seiner Feder. Entsprechend dem Staatsverständnis Carl Schmitts stellte Meyer Bismarck als Inkarnation des dem Parteienhader übergeordneten Staates dar, rühmte die kleindeutsche Lösung und die Deutsche Reichsgründung 1871. Nach 1933 stellte er Bismarck zudem in eine Traditionslinie zum „Dritten Reich“. Bismarck wurde bei ihm zum „Herrenmenschen“ und „Urgestein germanischer Art“, dessen Sehnsucht, „Führer eines innerlich einigen, in seiner Nationalkraft fest zusammengefaßten Volkes zu sein“, am einzelstaatlichen Partikularismus und den Parteien gescheitert sei. Während Hans Rothfels in seinem Geleitwort zur unveränderten Neuausgabe von Meyers Bismarck-Biographie 1945 feststellte, dass das Buch „völlig frei von Verbeugungen gegenüber dem Hitler-Regime“ gewesen sei, sieht Helga Grebing bei Meyer eine nach 1933 erheblich verstärkte völkisch-rassistische Argumentation. Meyer habe die nationalsozialistische Rassenpolitik begrüßt und sich angestrengt, Bismarcks völkisch-nationale Seite hervorzukehren. Sie sieht darin „graduelle Affinitäten des völkisch-nationalistisch aufgeblasenen traditionellen preußischen Konservatismus zum Nationalsozialismus“ zum Ausdruck gebracht.
Meyer führte das Handbuch der deutschen Geschichte (Brandt-Meyer-Just) fort und veröffentlichte Beiträge in Fachzeitschriften (beispielsweise Militärwissenschaftliche Rundschau, Zeitschrift der Gesellschaft für Schleswig-Holsteinische Geschichte, Süddeutsche Monatshefte, Pommersche Lebensbilder. Bd. 2, Mitteilungen des Universitäts-Bundes Göttingen). Zu seinen Schülern gehörten Fritz Valjavec, Günther Franz und Heinrich Scheel.

## Schriften (Auswahl)
- Die englische Diplomatie in Deutschland zur Zeit Eduards VI. und Mariens. M. & H. Marcus in Komm. Breslau, Breslau 1900.
- Studien zur Vorgeschichte der Reformation. Aus schlesischen Quellen. In: Zeitschrift des Vereins für Geschichte und Alterthum Schlesiens. Bd. 38 (1904), S. 344–361; R. Oldenbourg, München, Berlin 1903.
- Clemens VIII. und Jakob I. von England. von Loescher, Rom 1904.
- Zur Geschichte der Gegenreformation in Schlesien. Aus vatikanischen Quellen. Breslau 1904.
- Der britische Kaisertitel zur Zeit der Stuarts. von Loescher, Rom 1907.
- England und die katholische Kirche. Vom Regierungsantritt Elisabeths bis zur Gründung der Seminare …, von Loescher, Rom 1908.
- England und die katholische Kirche unter Elisabeth und den Stuarts. von Loescher, Rom 1911.
- Worin liegt Englands Schuld? Deutsche Verlags-Anstalt, Stuttgart [u. a.] 1914.
- Deutsche Freiheit und englischer Parlamentarismus. F. Bruckmann, München 1915.
- Zum geschichtlichen Verständnis des großen Krieges. Vorträge. Siegismund, Berlin 1916.
- Die Universität Kiel und Schleswig-Holstein in Vergangenheit und Gegenwart. Vortrag, gehalten in der ersten Mitgliederversammlung der Schleswig-Holsteinischen Universitäts-Gesellschaft, Sonnabend, den 25. Oktober 1919 in der Aula der Universität. Mühlau, Kiel 1919.
- Cromwell. Deutsche Verlags-Anstalt, Stuttgart [u. a.] 1922.
- Die Zielsetzung in Bismarcks schleswig-holsteinischer Politik von 1855 bis 1864.  In: Zeitschrift der Gesellschaft für Schleswig-Holsteinische Geschichte. Bd. 53 (1923), S. 103–134 (Digitalisat).
- Fürst Metternich. Dt. Verl.-Ges. für Politik u. Geschichte, Berlin 1924.
- England und Helgoland zur Zeit Christian Albrechts. In: Zeitschrift der Gesellschaft für Schleswig-Holsteinische Geschichte. Bd. 54 (1924), S. 291–304 (Digitalisat).
- Bismarcks Orientpolitik. Festrede gehalten bei der Reichsgründungsfeier der Georg August-Universität zu Göttingen am 18. Januar 1925. Kästner, Göttingen 1925.
- Bismarcks Kampf mit Österreich am Bundestag zu Frankfurt. 1851 bis 1859. Koehler, Berlin 1927.
- Das Erwachen des deutschen Nationalbewusstseins in Schleswig-Holstein. Festvortrag gehalten bei der deutschen Feier zur Erinnerung an den Abstimmungstag des Jahres 1920 in Flensburg am 14. März 1928. W.G. Mühlau, Kiel 1928.
- England und das Britische Imperium. In: Volk und Reich der Deutschen. Vorlesungen, gehalten in der Deutschen Vereinigung für Staatswissenschaftliche Fortbildung. Bd. 3 (1929), S. 247–285.
- Bismarcks Friedenspolitik. Rede gehalten bei der Reichsgründungsfeier der Universität München am 18. Januar 1930. Max Hueber, München 1930.
- Versailles, Gedenkrede anlässlich des Jahrestages der Unterzeichnung des Versailler Friedensdiktates gehalten im Akademischen Arbeits-Ausschuss für Deutschen Aufbau. Max Hueber, München 1930.
- Bismarcks Glaube im Spiegel der „Loosungen und Lehrtexte“. Beck, München 1933.
- Zur Geschichte des deutschen Nationalgefühls. In: Mittheilungen der Akademie zur wissenschaftlichen Erforschung und zur Pflege des Deutschtums, H. 2 (1934), S. 113–144.
- Sinn und Aufgabe der Deutschen Akademie. Vortrag des stellvertretenden Präsidenten und Leiters der Wissenschaftlichen Abteilung der Deutschen Akademie, vor der Gesellschaft der Berliner Freunde der Deutschen Akademie am 23. April 1936. Berlin 1936.
- Deutsche und Engländer. Wesen und Werden in großer Geschichte. C.H. Beck, München 1937.
- Die weltgeschichtliche Bedeutung der überseeischen Kolonisation. In: Theodor Gunzert u. a.: Kolonialprobleme der Gegenwart. Mittler, Berlin 1939, S. 24–48.
- Bismarck. Der Mensch und der Staatsmann. Koehler und Amelang, Leipzig 1944; Koehler, Stuttgart 1949.